# Elecciones parlamentarias de Irak de 2000
Las elecciones parlamentarias de Irak del año 2000 se llevaron a cabo el 27 de marzo, fueron las últimas elecciones del régimen baazista. El gobierno sería derrocado por la invasión estadounidense un año antes del fin de la legislatura, y no se llamaría nuevamente a elecciones hasta enero de 2005. La elección fue disputada por 522 candidatos, 25 de ellos eran mujeres. Treinta diputados fueron nombrados para representar al Kurdistán iraquí.
Mientras que había un amplio número de candidatos, todos los candidatos nominalmente independientes fueron leales al partido Baaz, y el resto eran miembros del partido. El partido Baaz ganó 165 de los 250 escaños. De los 85 escaños restantes, 55 eran independientes, y 30 fueron nombrados por el gobierno para representar las zonas kurdas del norte de Solimania, Erbil y Duhok, que estaban fuera del control iraquí.

## Resultados
| Partido                    | Partido                       | Escaños | +/– |
| -------------------------- | ----------------------------- | ------- | --- |
|                            | Partido Baaz Árabe Socialista | 165     | +4  |
|                            | Independientes                | 55      |     |
|                            | Kurdos                        | 30      |     |
| Total                      | Total                         | 250     | 0   |
| Fuente: Nohlen et al., IPU |                               |         |     |